# St. Rochus und St. Sebastian (Sollach)

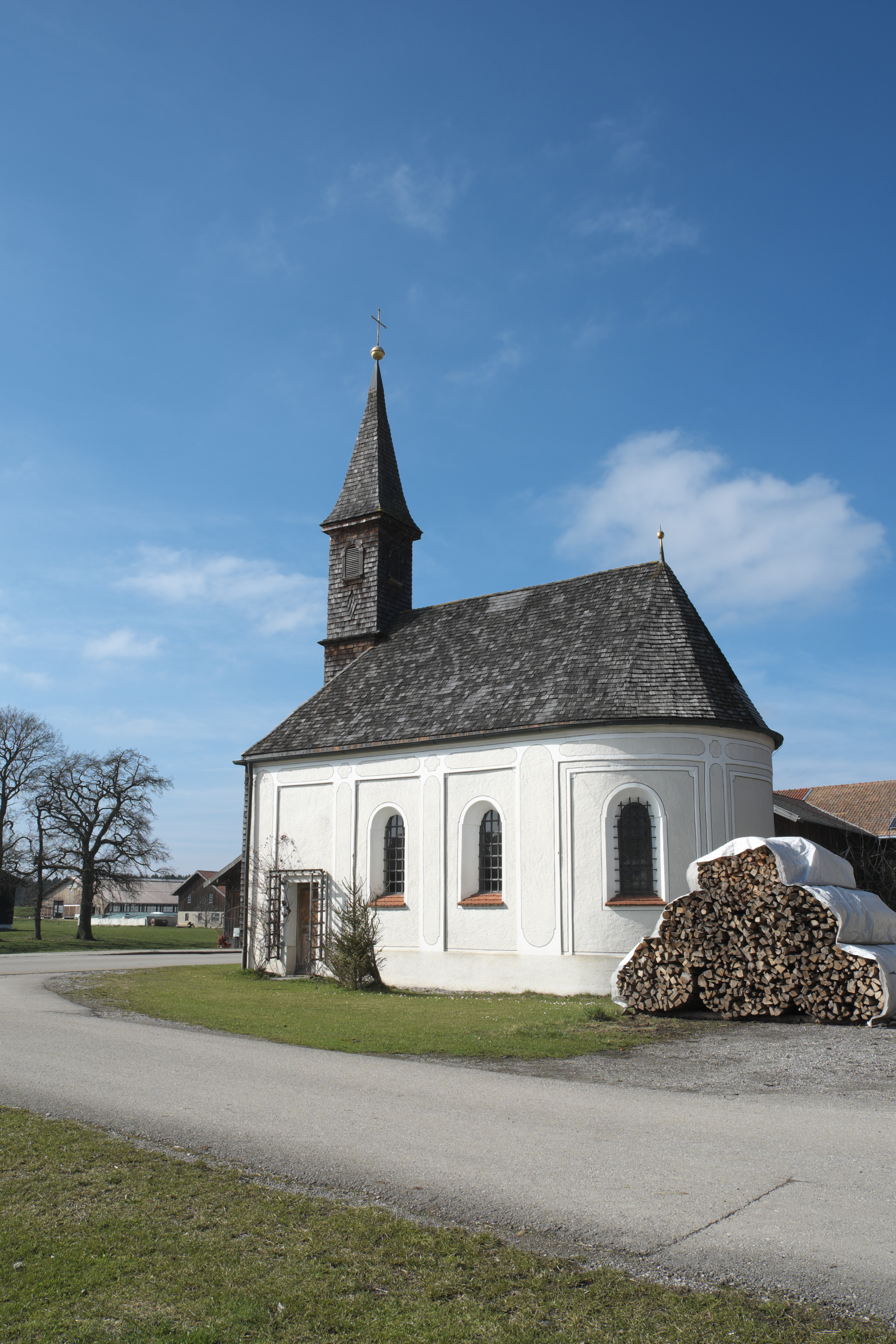
Kapelle St. Rochus und St. Sebastian

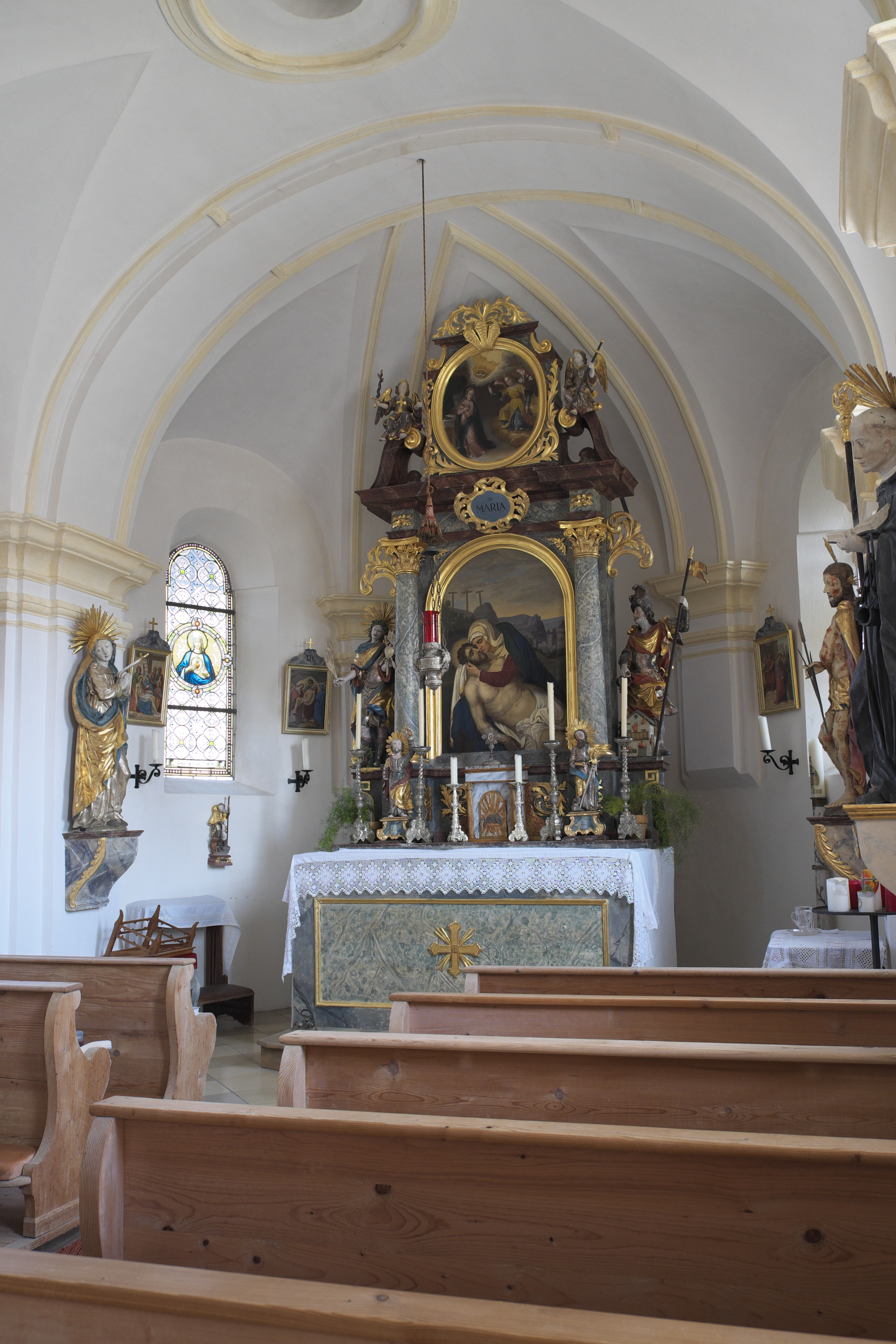
Chor

Die katholische Kapelle St. Rochus und St. Sebastian in Sollach, einem Ortsteil der Gemeinde Valley im oberbayerischen Landkreis Miesbach, wurde 1797 an der Stelle einer Pestkapelle aus dem 17. Jahrhundert errichtet. Die Kapelle ist den Pestheiligen Rochus von Montpellier und Sebastian geweiht.

## Geschichte
Der Ort Sollach wird Ende des 11. Jahrhunderts in einer Tegernseer Urkunde als „Solouuan“ erstmals schriftlich erwähnt. Im Jahr 1634, inmitten des Dreißigjährigen Krieges, wütete die Pest in Sollach, zahlreiche Familien von Sollach und umliegender Orte wurden ausgelöscht. Vermutlich errichteten die Überlebenden in den folgenden Jahren die Pestkapelle.
Unter dem Propst Rupert Sigl des Klosters Weyarn, zu dem Sollach gehörte, wurde ein Neubau der Kapelle erstellt, der 1797 geweiht wurde. 1871 wurde die ursprüngliche Zwiebelhaube des Dachreiters durch einen Spitzhelm ersetzt.

## Architektur
Über der verschindelten Westfassade ist ein Dachreiter aufgesetzt. Die Außenmauern sind durch Blendfelder gegliedert, in die Rundbogenfenster eingeschnitten sind. Der Eingang befindet sich an der Südseite. Die Kapelle ist ein Saalbau mit halbrund geschlossenem Chor. Chor und Langhaus werden von Stichkappentonnen gedeckt, die auf flachen Pilastern mit profilierten Kämpfern aufliegen.

## Empore
Die Empore besitzt eine ungewöhnliche Brüstung. Sie ist mit einem geschnitzten Zahnschnittdekor verziert und in Felder gegliedert, in denen eine byzantinische Kirchenfassade in Einlegearbeit dargestellt ist.

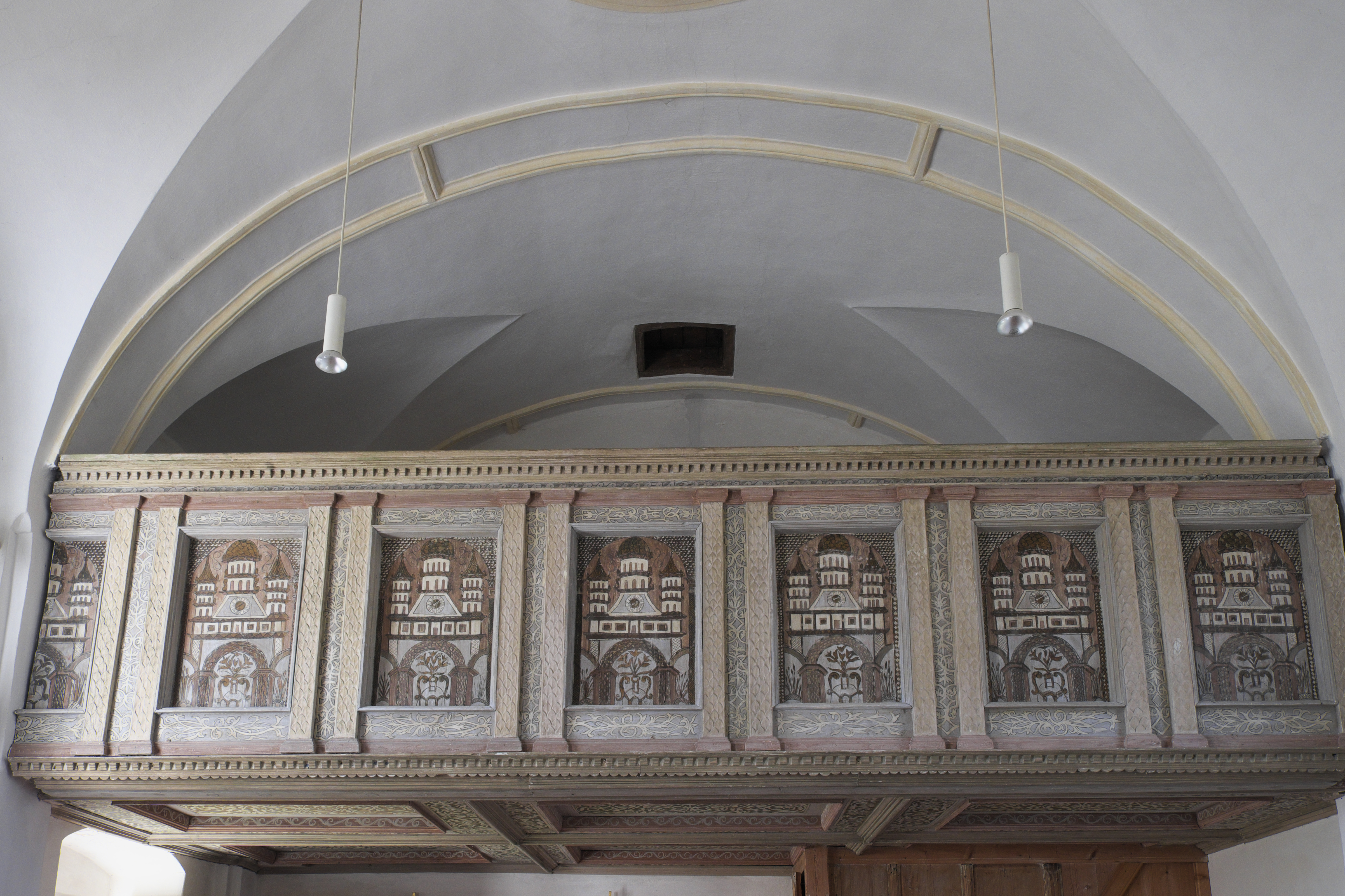
Emporenbrüstung
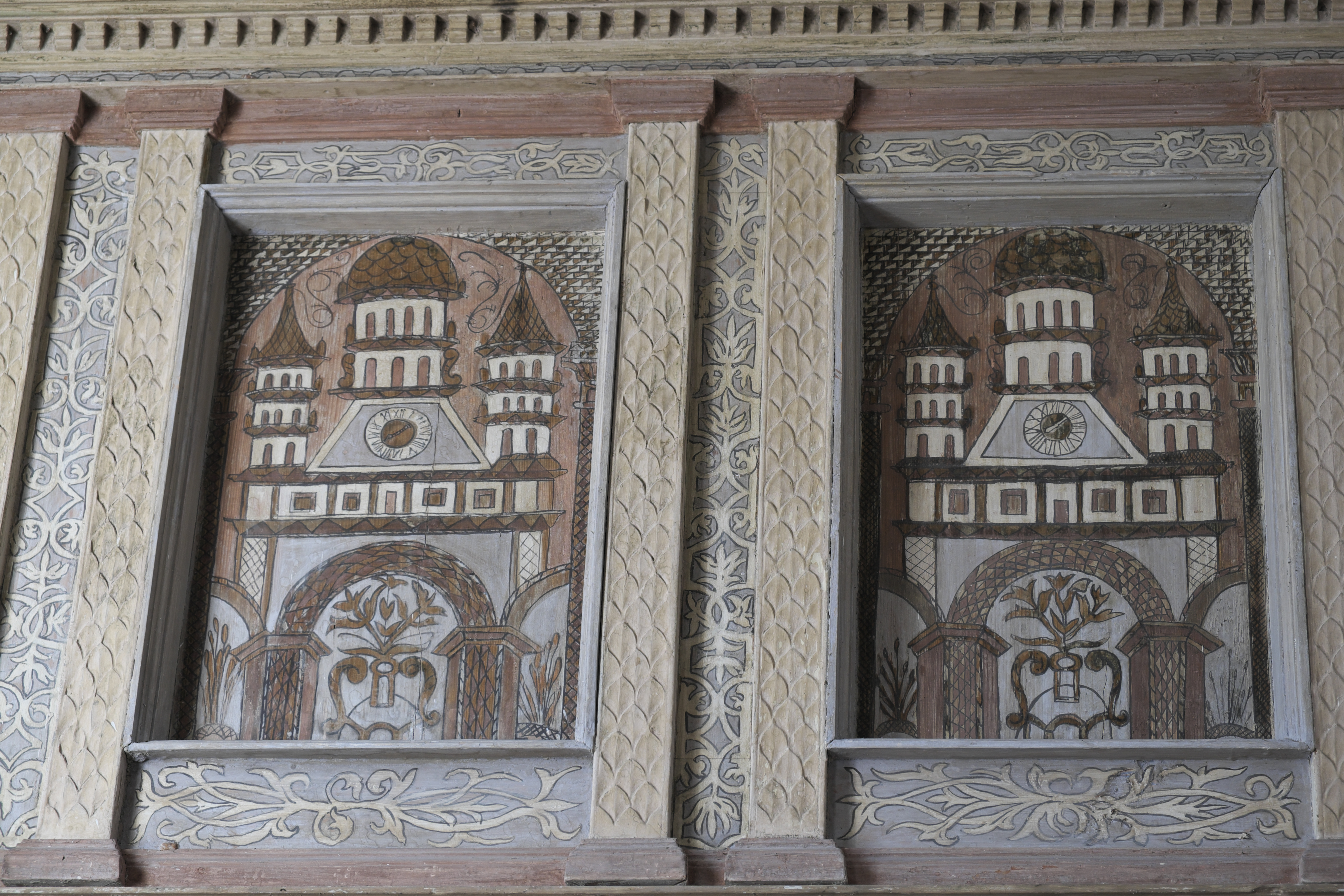
Emporenbrüstung
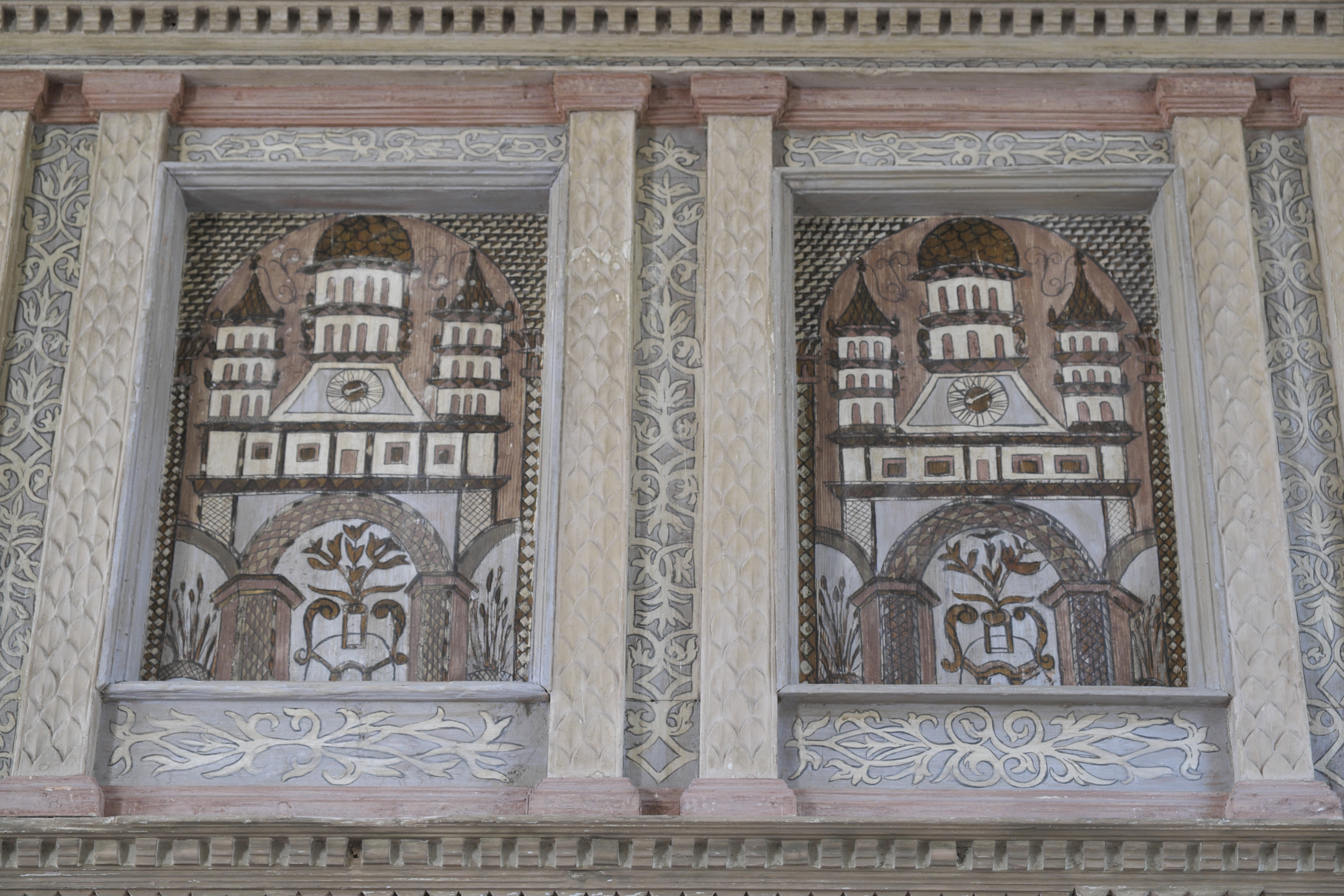
Emporenbrüstung
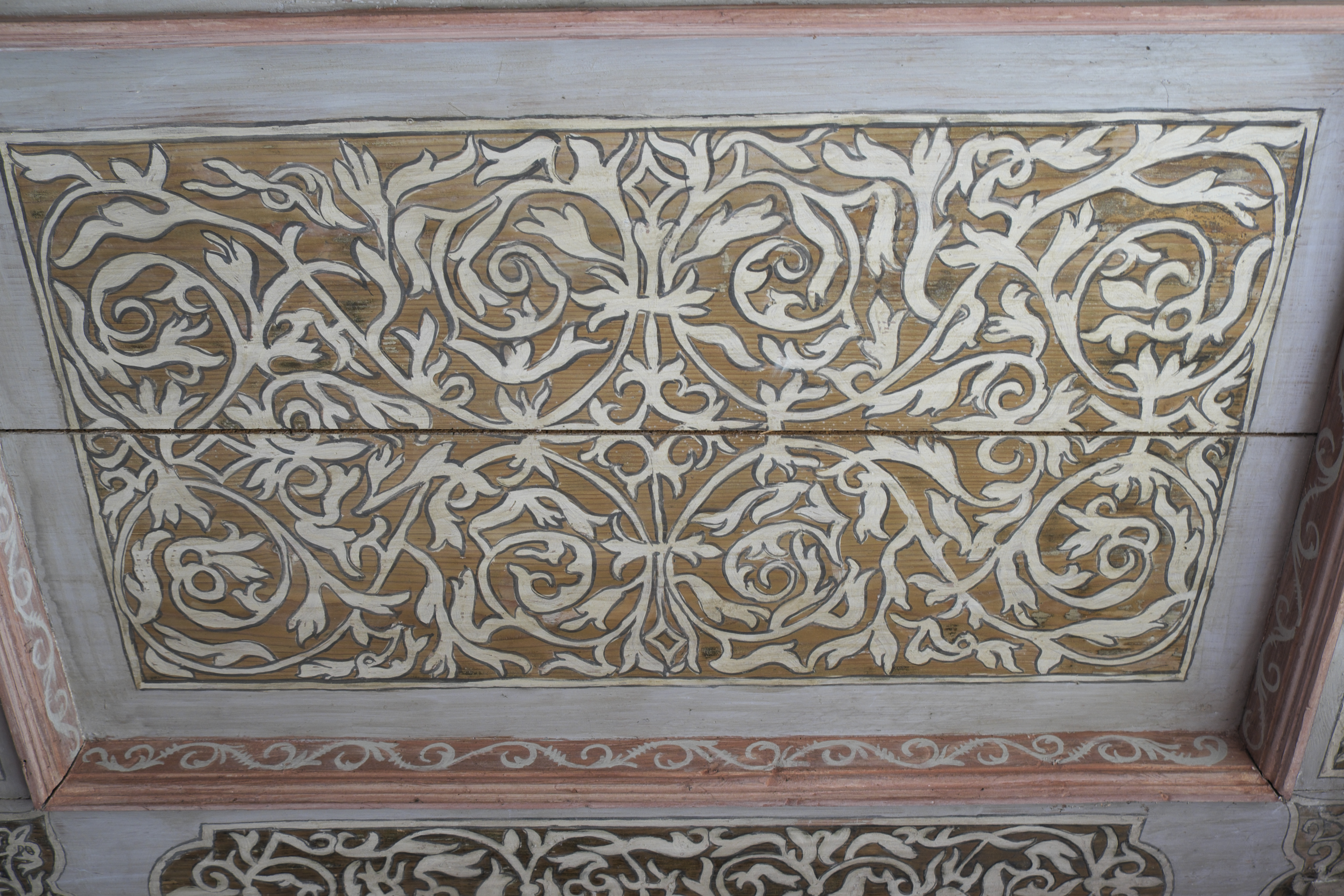
Emporenunterseite

## Ausstattung

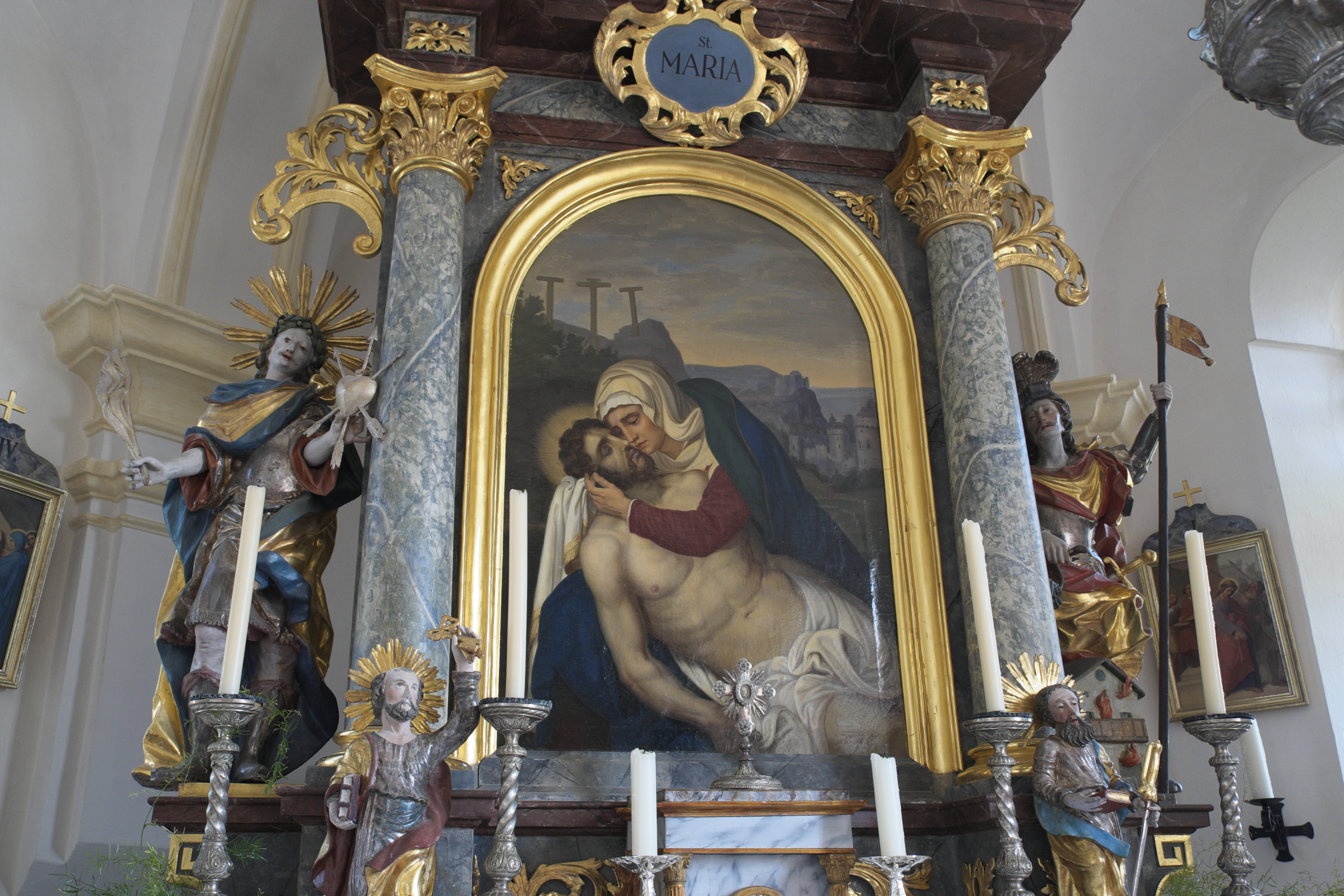
Altar

- Der Altar stammt aus dem 17. Jahrhundert. Das Altarblatt, eine Kopie um 1860, stellt die Beweinung Christi dar, im Auszugsbild sieht man die Verkündigung. Links am Altar steht ein Märtyrer mit einem von Pfeilen durchbohrten Herz in der Hand, rechts der heilige Florian, der Schutzpatron bei Brandgefahr. Die kleinen Figuren auf der Altarmensa stellen die Apostel Petrus und Paulus dar.
- Die kleine Figur unter dem linken Chorfenster, der heilige Rochus, wird um 1640 datiert und stammt vermutlich noch aus der ehemaligen Pestkapelle.
- Die beiden großen Figuren im Langhaus stellen den heiligen Leonhard und die heilige Mechthild dar, der vielleicht der Vorgängerbau der Pestkapelle geweiht war.

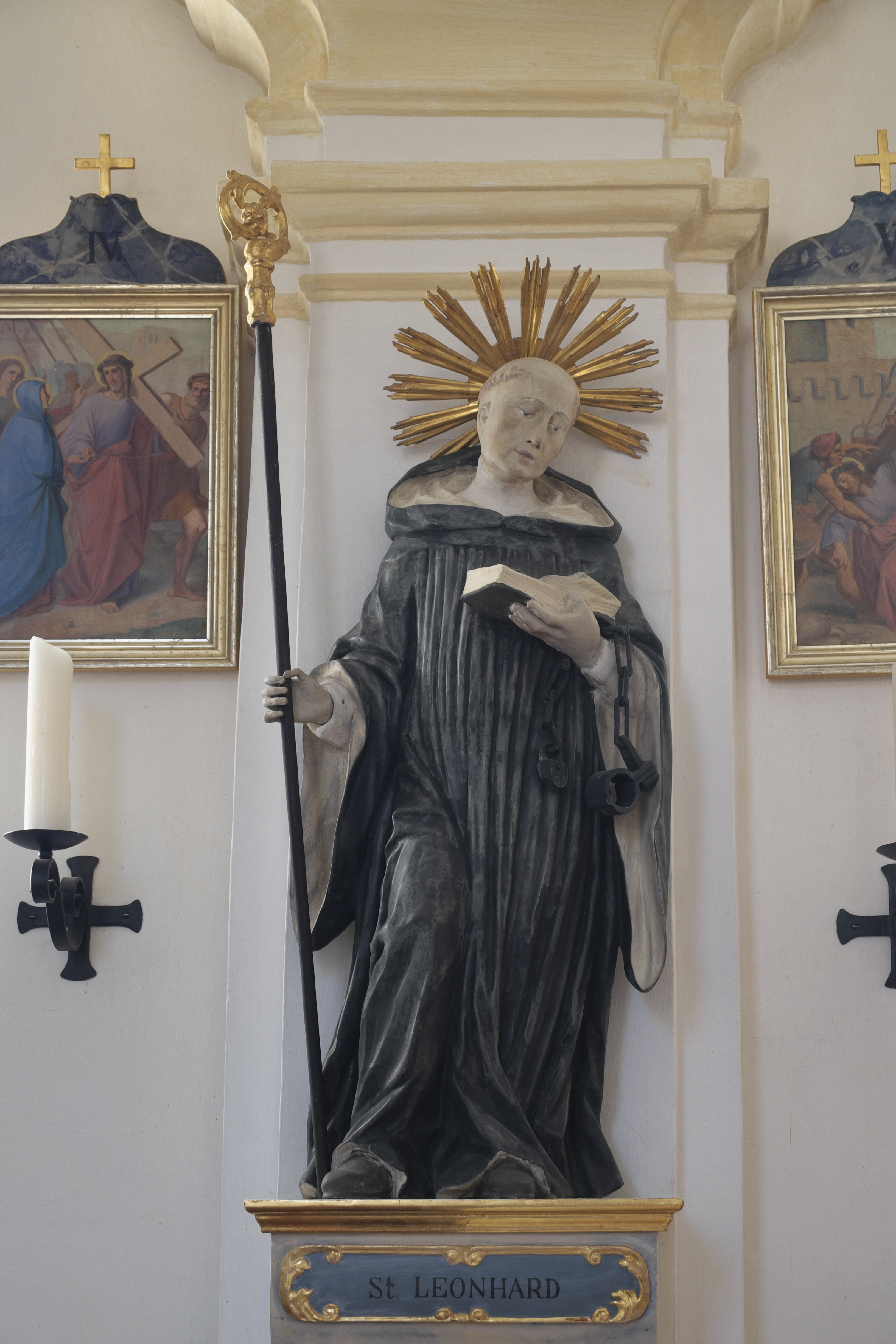
Heiliger Leonhard
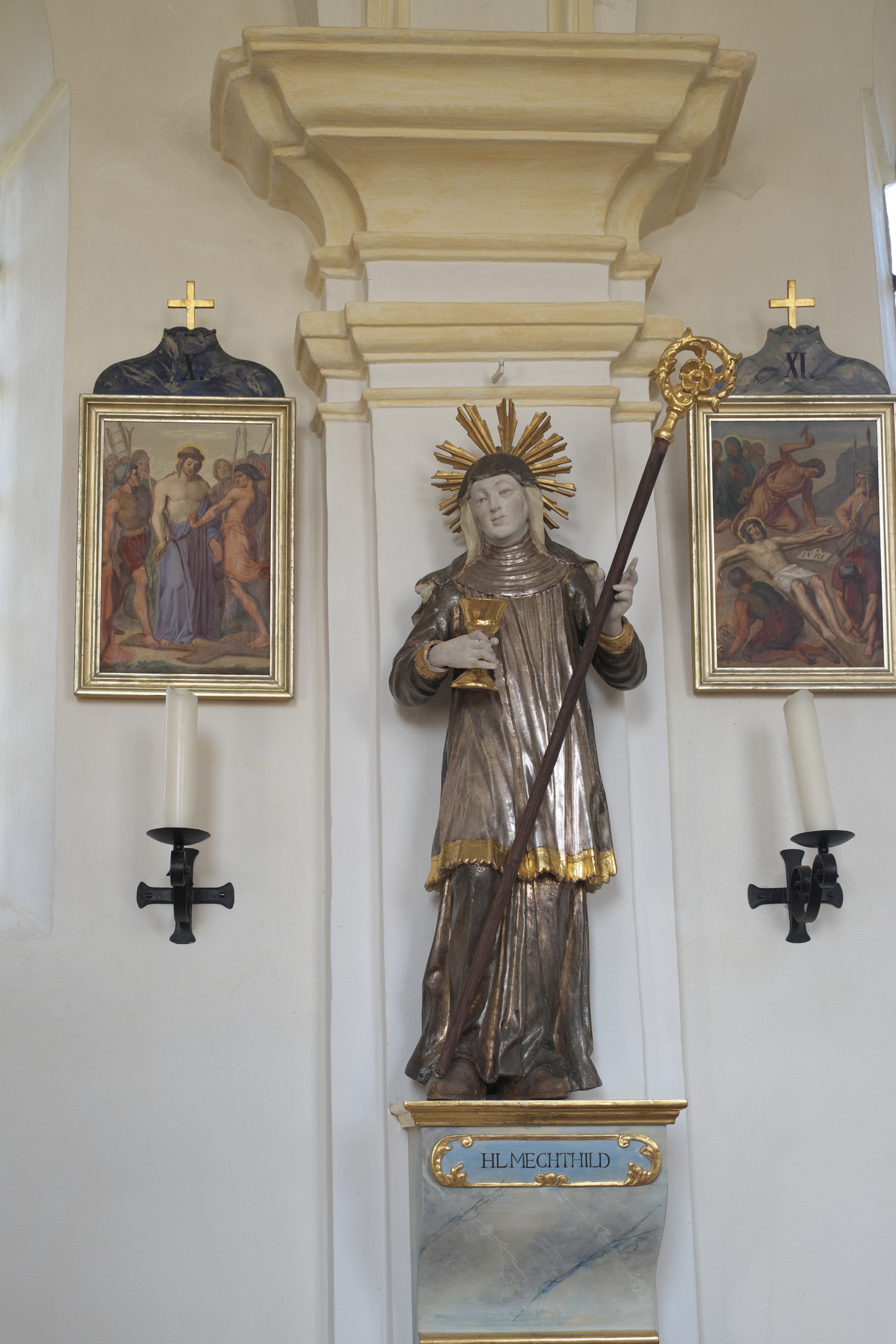
Heilige Mechthild